# Marquesasmonarch
Der Marquesasmonarch (Pomarea mendozae) auch Marquesas-Monarch ist eine Vogelart aus der Familie der Monarchen, der auf den Marquesas im südlichen Pazifik endemisch ist. Es gibt zwei Unterarten. Die Nominatform P. m. mendozae (Hartlaub, 1854) von den Inseln Hiva Oa und Tahuata gilt als ausgestorben, die Inselrasse P. m. motanensis Murphy & Mathews, 1928 von Molopu ist sehr selten.

## Beschreibung
Der Marquesasmonarch erreicht einschließlich Schwanz eine Größe von 170 Millimeter, die Flügellänge beträgt 88 bis 95 Millimeter, die Schwanzlänge 70 bis 79 Millimeter, der Schnabelfirst 17,8 Millimeter, die Schnabellänge ab der Nasenöffnung 11,6 bis 12,5 Millimeter und der Lauffuß 28 Millimeter. Das Männchen ist einfarbig glänzend schwarz und besitzt einen hellblauen Schnabel. Beim Weibchen ist der Kopf schwarz und der übrige Körper weiß. Die Federn sind schwarz mit einer weißen Umrandung. Der Schwanz ist auf der Endbinde schwarz gefleckt. Bei der Rasse motanensis besitzt das Schwanzende eine rosa bis gelbbraune Tönung. Die Jungvögel sind rötlichbraun.

## Lebensraum und Lebensweise
Der Marquesasmonarch bewohnt unterschiedliche Lebensräume wie trockene Wälder mit Pisonia-Bäumen (Pisonia grandis), Nebelwälder sowie degradierte Wälder in den Küstenzonen und in den Tälern der Höhenlagen. Während die älteren Vögel Gebiete mit dichter, üppiger Vegetation bevorzugen, halten sich die jungen Vögel häufig in buschartiger, trockener Vegetation auf. Der Marquesas-Monarch ernährt sich hauptsächlich von Insekten.

## Status
Die Inselrasse von Hiva Oa galt während der Whitney South Sea Expedition im Jahre 1922 als häufig. 1975 wurde dort letztmals ein Männchen für mehrere Wochen nachgewiesen. Auf Tahuata wurde er zuletzt 1922 beobachtet. Der einzige Bestand lebt heute in einem 13 km² großen Areal auf der Insel Mohotani. 1975 gab es 200 bis 350 Paare. Im Jahre 2000 sank die Population auf 80 bis 125 Paare. 
Obwohl der Marquesasmonarch seit 1968 auf Mohotani streng geschützt wird, ist er nach wie vor eine hochgefährdete Art. Noch immer stellen verwilderte Katzen und die Überweidung durch Schafe eine große Bedrohung dar. Ein Großteil der Vegetation der Marquesas-Inseln ist durch Überweidung und Brände zerstört worden. Viel vom ursprünglichen trockenen Wald wurde in Grasland umgewandelt und der Hochlandwald auf wenige Waldflecken reduziert. Eine weitere Gefährdung geht von der Pazifischen Ratte, dem Hirtenmaina sowie vom Virginia-Uhu aus.